# Praga de Justiniano
A praga de Justiniano ou peste de Justiniano foi uma pandemia, ocorrida no reinado do imperador Justiniano I (r. 527–565), causada pela peste bubônica que afetou o mundo mediterrâneo, com maior incidência no Império Bizantino entre os anos de 541 e 544.
Foi uma das maiores pandemias da história, com impactos similares aos da Peste negra que ocorreria mais tarde. É estimado que entre 25 e 100 milhões de pessoas tenham morrido ao longo de dois séculos como consequência da Peste de Justiniano. A doença foi transmitida pelas pulgas, que vieram junto com os ratos em navios com carregamento de grãos do Egito. Pensa-se que a praga justiniana matou talvez metade da população da Europa e facilitou a aquisição árabe das províncias bizantinas no Oriente Médio e na África.
A área mais atingida foi Constantinopla. Documentos escritos sugerem que a praga matou até 300 mil pessoas na cidade, mais de metade da população daquela época.
Estudos genéticos apontam que a doença teria se originado na China e seria causado pela bactéria Yersinia pestis, assim como as outras grandes pragas.

## Sinais e Sintomas
Os pacientes desenvolviam  sintomas tais como, febre súbita, dor de cabeça, arrepios, e após alguns dias, o aparecimento de inchaços dolorosos ,denominados de bubos,  eram visíveis, principalmente na zona das virilhas e secundariamente noutras zonas, nomeadamente nas axilas, pescoço, coxas entre outros, características predominantes na peste bubônica.
| diagnóstico = Presença da bactéria nos glânglios linfáticos , no sangue, no baço e no fígado  Outros sintomas associados são naúseas, vómitos, diarreia, visões alucinatórias, insónia, delírio e coma.  O período dos sintomas clínicos agudos tinham uma duração muito curta, aproximadamente de cinco dias.

## Transmissão
A transmissão pode ser diferente dependendo da pandemia em questão. No caso da primeira epidemia a mais comum teria sido a forma bubónica .
A transmissão desta doença  zoonótica ocorre através da mordida de pulgas adultas hematófagas, cujo ciclo de vida envolve roedores como hospedeiros primários, após a morte deste hospedeiro primário, o ser humano pode ser alvo da sua transmissão.  Se a existência dos reodores for limitada, a pulga pode ser transmitida a outros animais (e.g. lagomorfos), por sua vez a ingestão destes animais infetados pode envolver um maior risco para o ser humano dado que  estes são um reservatório hospedeiro para bactéria.
A  espécie de roedores que levou a uma maior transmissão foi a dos ratos negros (R. rattus),  estes percorrem durante a sua vida uma distância  máxima de aproximadamente duzentos metros, questionando-se assim os meios que levaram à transmissão da pandemia nesse século.
Entre as vítimas da peste Justiniana, aqueles que lhes prestavam cuidados não eram considerados de estar em risco de contrairem a doença .

## Infecção
O ser humano não apresenta uma contribuição  na sobrevivência a longo termo da bactéria Y. pestis, em contraste os roedores são afetados primariamente e as pulgas adquirem-na através da alimentação de sangue infetado (cfr. Perry & Peterson, 1997). Se o organismo não é transmitido transovarialmente, a manutenção da praga  na natureza torna-se apenas dependente da transmissão ciclíca  entre as pulgas e os mamíferos . A presença da bactéria pode ser indetetável por um longo tempo, geralmente de 10-20 dias, por vezes estende até mais de três meses; a morte dos roeodores, é um sinal da sua atividade, que força as pulgas a procurar outro hospedeiro, logo é inevitável que esta forma bubônica da epidemia tenha um longo tempo de geração em série.
Sucintamente, a infeção inicia-se quando a Y. Pestis se propaga no local da mordida da pulga para os glânglios linfáticos regionais, crescendo consequentemente em número, causando a formação de um glânglio linfático inchado. A infeção propaga-se para  a corrente sanguínea, onde os bacilos são preferencialmente removidos no baço e no fígado. O desenvolvimento dos organismos permanece  no sangue, no fígado e no baço e propaga-se para outros órgãos, como os pulmões. Sendo assim, a infeção da pulga pelo sangue  de um roedor bacterêmico ou septicêmico  completa o ciclo de vida de Yersinia pestis .

## Diagnóstico
De acordo, com Wagner et. al (2014), o genoma de Y. pestis evidencia a linhagem da bactéria que causou a primeira pandemia, sendo que  é distinta da segunda que causa a peste negra.  O reconhecimento desta distinção é importante na medida em que coloca mais questões sobre a Peste de Justiniano. A dificuldade desta distinção refletiu-se não só  na reduzida existência  de casos, bem como no desaparecimento súbito da  doença (praga de Justiniano) nos séculos posteriores (após o século VIII), e também a má preservação de o aDNA dificultou o trabalho dos investigadores que pretendem obter um genoma mais completo e obter mais informações sobre a epidemia. Independemente disso, os registos de Procopius e outros autores permiram visualizar um melhor discernimento através dos sintomas e transmissão das duas primeiras pestes.
Segundo vários investigadores a análise destes sintomas (febre, dores de cabeça, arrepios, surgimento de bubos em várias zonas do corpo, naúseas, vômitos, diarreia, alucinações, insónia, delírio e coma) permitem o diagnóstico de peste justiniana. A doença era geralmente fatal no caso de gravidez e também na presença de vómitos acompanhados de sangue. No entanto, se uma zona inchada fosse alvo de rotura e o pus exsudado, o paciente podia recuperar. As vítimas que sobreviviam geralmente  eram alvos de atrofia das coxas ou da língua.

## Tratamento e medidas preventivas
A persistência em frequentar os curandeiros cristãos, em vez de dos médicos que prestavam serviço com posterior pagamento era evidente no século VI. Neste período, estes profissionais apenas tinham a responsabilidade de oferecer um prognóstico e assistir, pelo que não era esperado que estes arriscassem as suas vidas.
Um tratado entre Justiniano I e o xá Cosroes I (r. 531–579), permitiu a disponibilização de instituições destinadas a cuidados de saúde, estas instituições eram denominadas de xenones, que funcionavam particularmente como hostels, eram instituições de quarentena, para aqueles que estavam infetados.
O tratamento terapêutico  pré-clínico, era localizado maioritariamente na habitação dos pacientes que não apresentavam as possibilidades de cuidados médicos.
Na atualidade, as medidas de prevenção e o tratamento de doenças infecciosas são mais eficazes, o corrente tratamento para a peste inclui  antibióticos (i.e. em específico estreptomicina; tetraciclina; cloranfenicol), e, se necessário, suporte respiratório e de fluidos.
Métodos alternativos correspondem ao sérum terapêutico, terapia de fago, terapia de bacteriocina, alguns destes métodos podiam produzir efeitos secundários. A vacinação é um método preventivo, contudo está ligeiramente em desuso, a pesquisa e preocupação são vastas, devido a possível   recorrência da peste, a prevalência e resistência desta bactéria, surge como preocupação contemporânea e como um possível perigo futuramente (e.g uso de Yersinia pestis como arma biológica) .
A classificação deste surto indica que em caso de ocorrência se deve proceder a um protócolo de segurança, sintetizando, para evitar a propagação, a vigilância  principalmente em zonas endémicas, em fronteiras, de forma a proteger países não infetados deve ser levada em consideração, isto significa o controlo de itens pessoais, transportação de bens, ou seja, tudo que possa ser uma ameaça para a segurança das populações. Alerta-se o controlo animal, visto que é uma peste zoonótica, a redução das populações de ratos, por exemplo, pode indicar uma migração da pulga para outros seres vivos (e.g lagomorfos).

## Epidemiologia
“A maioria das críticas à investigação sobre a peste focam-se mais na direção de um debate historiográfico do que na evidência da peste” .  Esta afirmação é referente a um  desentendimento entre os diversos autores sobre a verdadeira origem da praga justiniana; existem duas teorias, uma refere a Etiópia como origem, outra alega a China como originária da primeira pandemia mundial.
Wagner et. al (2014) apresentam evidências compatíveis com a teoria que indica a origem na China e a sua possível distribuição. A propagação da bactéria que provocou a primeira pandemia surge como independente para diversos autores (mostrar figura).
As evidências históricas, arqueológicas e de casos similares de epidemiologias, acabam por persistir como inconclusivas; o DNA antigo (aDNA) tem sido das poucas evidências que fornecem informações mais viáveis, contudo a sua preservação  e inclusive o genoma que permite conhecer, não é suficiente para obter uma construção completa da bactéria desta primeira pandemia. A especulação da sua transmissão para os diversos locais centra-se nas rotas de transporte, como, as embarcações, trocas comerciais, entre outros.

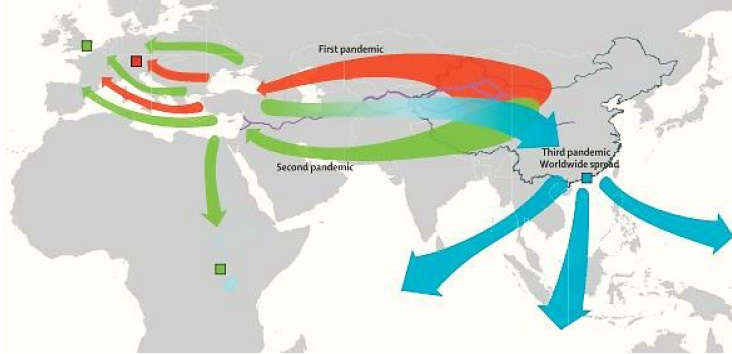
Fig.2. Cenário hipotético da distribuição de Yersinia pestis. A rota Silk Road (linhas roxas) (Fonte: Wagner et. al (2014))

## Consequências Sociais
O império de Justiniano I foi gravemente afetado, não só devido à depopulação, mas também na medida em que afetou a economia, seguida da escassez de recursos devido ao colapso da agricultura  e consequente fome.] Os registos de John de Ephesus eram detalhados, sobre estes diversos acontecimentos, em 546 d.C a redução do grão e do vinho foi destacado, entre outros inúmeros exemplos.
Justiniano I, como imperador, começou a perder o controlo sobre as áreas do Mediterrâneo, que uma vez estiveram em posse romana, a fatalidade deste surto levou à queda do império romano (para uma descrição mais pormenorizada cfr. Justinian’s flea de William Rosen (2007).
Os surtos causados pela peste, muitas vezes levaram a decisões de enterramentos em valas comuns, ou carbonização dos restos mortais prejudicando a análise dos peritos em causa.